# معصومه تقی‌پور
معصومه تقی‌پور (زاده ۱۳۳۴ در تهران) بازیگر تئاتر، سینما، تلویزیون و دوبلر ایرانی است.

## زندگی
معصومه تقی‌پور حمامی در سال ۱۳۳۴ در تهران زاده شد. بازی در تئاتر را از سال ۱۳۵۰ و همچنین فعالیت در دوبله را از سال ۱۳۶۵ تجربه کرد. کار در سینما را از سال ۱۳۵۲ با فیلم «مغربی» به کارگردانی «رضا فاضلی» آغاز کرد.

## فعالیت‌ها
- کارشناس تئاتر، کارشناس ادبیات نمایشی و گردآورنده و نویسنده مجموعه اسناد تئاتر
- فعالیت در تلویزیون از ۱۳۵۰
- فعالیت در دوبله از ۱۳۶۵
- کارگردانی در تئاتر از ۱۳۶۷
- بازی در تئاتر از ۱۳۴۷

## تدریس تئاتر
آموزش به دانشجویان «کانون تئاتر دانشگاه علم و صنعت ایران» تابستان سال ۱۳۷۹ / تدریس در اداره تئاتر - تدریس در اداره ارشاد رباط کریم. داور جشنواره‌های منطقه ای در کردستان - شهر کرد. تدریس تئاتر در تبریز ۱۳۶۸.

## نمایش‌ها
- دکتر فاوست (۱۳۵۰)
- به کوچه بنگر
- سایه‌ای دنبال من
- طالب

### کارگردانی
- درد مشترک (۱۳۷۴)
- ریشه‌ها عمیقند (۱۳۶۸)
- حسن سنتوری (۱۳۸۰ و ۱۳۸۱)
- کاکتوس ۱۳۸۵
- شب بخیر جناب کنت ۱۳۸۵
- رضا موتوری ۱۳۸۲
- جناب خان ۱۳۸۲
- سی و هفت شاهی ۱۳۸۲
- روباه و انگور ۱۳۸۳
- تعدادی از نمایشنامه‌های کارگردانی شده در سوئد:
- هتل ایران ۱۳۹۱
- سلام، خداحافظ ۱۳۹۲
- حسنی و دیو راه باریک پشت کوه ۱۳۹۴
- قصه‌های بارانی ۱۳۹۴
- هیپوفیز ۱۳۹۵
- کوهنوردان و مأمور ویژه ۱۳۹۳
- نگین ۱۳۹۵
- اجرای برنامه‌های ویژه نوروز ۱۳۹۲ و ۱۳۹۳

## سینما

### بازیگر
1. برگ برنده (۱۳۸۲)
2. نگین (۱۳۸۰)
3. نگاهی دیگر (۱۳۷۳)
4. آتش پنهان (۱۳۶۹)
5. سایهٔ خیال (۱۳۶۹)
6. مرگ پلنگ (۱۳۶۸)
7. کنار برکه‌ها (۱۳۶۵)
8. جاده‌های سرد (۱۳۶۴)
9. طغیان (۱۳۶۴)
10. مدرک جرم (۱۳۶۴)
11. بی‌بی چلچله (۱۳۶۳)
12. بند (۱۳۶۰ نمابش داده نشد)
13. موج طوفان (۱۳۵۹)
14. کلاغ (۱۳۵۶)
15. مراد برقی و هفت دخترون (۱۳۵۳)
16. مغربی (۱۳۵۲)

### دوبله
1. غمی به وسعت اقیانوس (ووپی گلدبرگ)
2. سال‌های دور از خانه به جای تُرا تانیمُرا (همسرِ برادرِ اوشین)
3. ارتش سری
4. خانم مارپل
5. ناوارو
6. امام علی - ساحر (مرتضی ضرابی)
7. پولوور قرمز
8. بهشت دور نیست

### با تشکر از
- شیدا (۱۳۷۷)

### طراح صحنه
- خواستگاری (۱۳۶۸)

### مسئول لباس
- سفر به فردا (۱۳۸۰)

### بازیگردان
- عشق فیلم (۱۳۸۱)

### انتخاب بازیگر
- معادله (۱۳۸۲)

### نویسنده
- چاووش (فیلمنامه) (۱۳۶۹)
- دیوان شعر: صدای سکوت ۱۳۸۴
- تاریخچه تئاتر معاصر ایران - مجموعه اسناد و مدارک - جلد اول (فکری) - جلد دوم (نصر) - جلد سوم (حالتی) ۱۳۸۱ تا ۱۳۸۴

## تلویزیون
| سال       | نام                     | کارگردان                 | توضیحات                                         |
| --------- | ----------------------- | ------------------------ | ----------------------------------------------- |
| ۱۳۸۹      | مختارنامه               | داوود میرباقری           | شبکه ۱                                          |
| ۱۳۸۳      | اگه بابام زنده بود      | همایون اسعدیان           | شبکه ۱پخش ماه رمضان                             |
| ۱۳۸۳      | فرار بزرگ               | محمدحسین لطیفی           | شبکه ۳                                          |
| ۱۳۸۲      | قهر و آشتی              | احمد رمضان زاده          | شبکه تهران                                      |
| ۱۳۸۲      | همسفران                 | علی ژکان                 | شبکه ۳                                          |
| ۱۳۸۲      | معصومیت از دست رفته     | داوود میرباقری           | شبکه ۱در نقش مادر حمیرا                         |
| ۱۳۸۱      | عکاسخانه مصورالچهره     | حسن نانکلیفرزین مهدی پور | شبکه ۲گروه کودک و نوجوانپخش نوروز ۸۲            |
| ۱۳۸۱      | سفر سبز                 | محمدحسین لطیفی           | شبکه ۳                                          |
| ۱۳۷۹      | دختران                  | اصغر توسلی               | شبکه تهراناپیزود پشت تنهایی                     |
| ۱۳۷۸      | داستان یک شهر (سری اول) | اصغر فرهادی              | شبکه ۱بازیگر مهمان                              |
| ۱۳۷۷      | بگذار آفتاب برآید       | حسین مختاری              | شبکه ۳بازیگر مهمان                              |
| ۱۳۷۶      | فردا دیر است            | حسن فتحی                 | شبکه ۳بازیگر مهمان                              |
| ۱۳۷۶      | دستی بر آتش             | معصومه تقی‌پور            | شبکه ۱                                          |
| ۱۳۷۴      | ظهر روز دهم             | معصومه تقی‌پور            | شبکه ۲                                          |
| ۱۳۷۴      | خط برتر ۲               | معصومه تقی‌پور            | شبکه ۱                                          |
| ۱۳۷۴      | خط برتر ۱               | معصومه تقی‌پور            | شبکه ۱                                          |
| ۱۳۷۳      | نگاهی دیگر              | حسین مختاری              | شبکه ۲نسخه سینمایی این مجموعه در سینما اکران شد |
| ۱۳۷۲      | آپارتمان                | اصغر هاشمی               | شبکه ۱                                          |
| ۱۳۷۱      | آوارگان عشق             | علاءالدین رحیمی          | شبکه ۱                                          |
| ۱۳۷۰      | این خانه دور است        | بیژن بیرنگ مسعود رسام    | شبکه ۲                                          |
| ۱۳۶۹      | قصه جنگ                 | صادق عبداللهی محمد اوزی  | شبکه ۱۱                                         |
| ۱۳۶۸      | چراغ خانه               | منوچهر پوراحمد           | شبکه ۱                                          |
| ۱۳۶۷      | بخش چهار جراحی          | مسعود فروتن              | شبکه ۲                                          |
| ۱۳۶۵      | کوچ عاشقان              | علاءالدین رحیمی          | شبکه ۱                                          |
| ۱۳۶۲      | حدس بزن                 | محسن احمدی               | شبکه ۱                                          |
| ۱۳۶۲      | مخمصه                   | فرهاد مجدآبادی           | شبکه ۱پخش نوروز ۶۳                              |
| ۱۳۵۶      | غارتگران                | محمد متوسلانی            | تلویزیون ملی ایرانپخش نوروز ۵۷                  |
| ۱۳۵۶      | طلاق                    | مسعود اسداللهی           | تلویزیون ملی ایران                              |
| ۱۳۵۳      | کیمیاگر                 | علی‌اصغر سنجری            | تلویزیون ملی ایران                              |
| ۱۳۵۲      | خانه‌به‌دوش (مراد برقی)   | پرویز کاردان             | تلویزیون ملی ایران                              |
| ۱۳۵۱      | پژواک                   | جمشید شاه‌محمدی           | تلویزیون ملی ایران                              |
| ۱۳۵۰      | آدم و حوا               | مسعود اسداللهی           | تلویزیون ملی ایران                              |
| ۱۳۴۶–۱۳۴۸ | پیوند                   | نصرت کریمی               | تلویزیون ملی ایران                              |